# Пеннигзель
Пеннигзель (нем. Pennigsehl) — община в Германии, в земле Нижняя Саксония.
Входит в состав района Ниэнбург-на-Везере. Подчиняется управлению Либенау. Население составляет 1313 человек (на 31 декабря 2010 года). Занимает площадь 24,21 км².
Коммуна подразделяется на 2 сельских округа.
| Год  | Население |
| ---- | --------- |
| 1990 | 1205      |
| 1995 | 1233      |
| 2000 | 1307      |
| 2005 | 1345      |
| 2010 | 1346      |